# ويلف دويل
ويلف دويل هو موسيقي كندي، ولد في 2 أبريل 1925 في Conception Harbour ‏ في كندا، وتوفي في 8 يونيو 2012 في سانت جونز في كندا.